# Могабі
Могабі (крим. Moğabi, також Магобі) — гора конусоподібної форми біля підніжжя Ай-Петринської яйли на Південному березі Криму. Висота над рівнем моря — 804 м. Розташована між селищами Лівадія та Кореїз у межах Ялтинського гірсько-лісового природного заповідника.
Зі сторони Ялти на горі розташовані два водосховища: Могабі та Нижнє-Могабінське, які використовуються для водопостачання міста. Біля північного підніжжя гори на висоті 578 м розташоване гірське озеро Караголь.